# قاعدة إلمندورف-ريتشاردسون المشتركة
قاعدة إلمندورف-ريتشاردسون المشتركة Joint Base Elmendorf–Richardson (إياتا: EDF، إيكاو: PAED، معرف الموقع إف إيه إيه: EDF) هي منشأة عسكرية أمريكية في أنكوريج، ألاسكا. وهي قاعدة مشتركة شُكِّلت من قاعدة إلمندورف الجوية التابعة للقوات الجوية الأمريكية وقاعدة فورت ريتشاردسون التابعة للجيش الأمريكي، اللتين دُمجتا عام 2010. 
تم دمج المرافق المجاورة بشكل رسمي من قبل لجنة إغلاق وإعادة تنظيم القواعد عام 2005. تتمثل مهمتها في دعم المصالح الأمريكية في منطقة آسيا والمحيط الهادئ وحول العالم والدفاع عنها من خلال توفير وحدات جاهزة لنشر القوة الجوية في جميع أنحاء العالم وقاعدة قادرة على تلبية متطلبات مسرح العمليات والإنتاجية الخاصة بقيادة القوات الجوية الأمريكية في المحيط الهادئ.
وتعد القاعدة المقر الرئيسي، والقيادة الألاسكية (ALCOM)، ومنطقة ألاسكا NORAD (ANR)، وقوة المهام المشتركة-ألاسكا (JTF-AK)، والفرقة المحمولة جواً الحادية عشرة، والقوات الجوية الحادية عشرة (11 AF)، وجناح القاعدة الجوية 673، والجناح الثالث، والجناح 176 ووحدات المستأجرين الأخرى. 
اكتسب الموقع شهرة عام 2025، عندما أُعلن أن الرئيس الروسي فلاديمير بوتن سيلتقي رئيس الولايات المتحدة دونالد ترامب في القاعدة لعقد قمة ثنائية، وكان الموضوع الرئيسي هو الحرب الروسية الأوكرانية.

## الوحدات

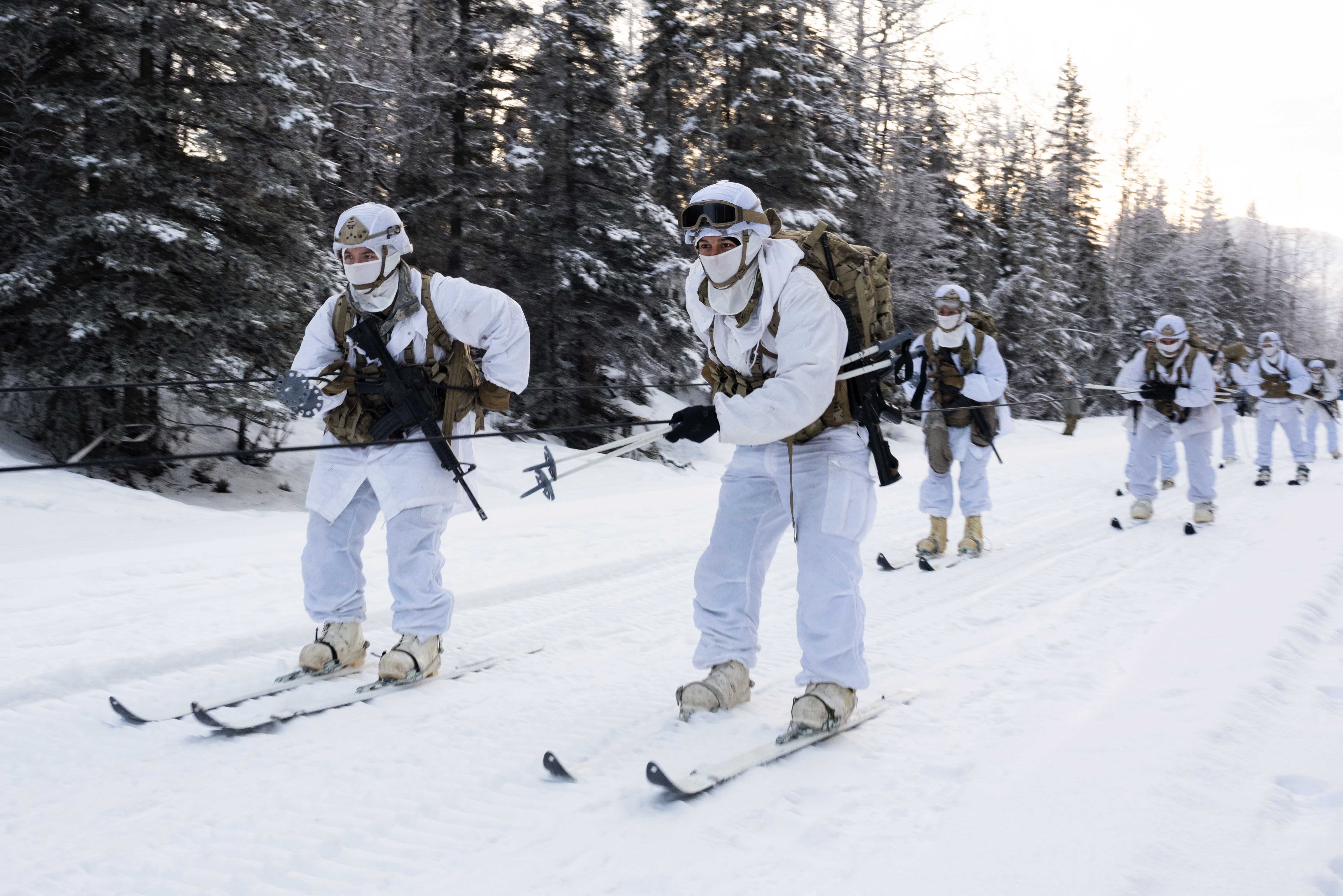
يشارك المظليون في تدريب على التزلج على الجليد في القاعدة في عام 2021

تعد قاعدة إلمندورف-ريتشاردسون واحدة من 12 قاعدة مشتركة تم إنشاؤها وفق جولة BRAC 2005 للجنة إعادة تنظيم القواعد وإغلاقها. يتكون 673d ABW من أربع مجموعات تعمل وتحافظ على القاعدة المشتركة للسيادة الجوية والتدريب القتالي وتجهيز القوات وعمليات الإنتاج لدعم الطوارئ في جميع أنحاء العالم.
يستضيف هذا المرفق مقر قيادة ألاسكا للولايات المتحدة، والقوات الجوية الحادية عشرة، والفرقة المحمولة جواً الحادية عشرة، ومنطقة قيادة الدفاع الجوي الفضائي لأمريكا الشمالية في ألاسكا.

### الوحدات الرئيسية المخصصة
- جناح القاعدة الجوية 673: تم تفعيل الجناح المضيف في 30 يوليو 2010، حيث يجمع بين مهام إدارة المنشآت للجناح الثالث لقاعدة إلمندورف الجوية وحامية الجيش الأمريكي في فورت ريتشاردسون. يضم الجناح 673 أكثر من 5500 فرد عسكري ومدني مشترك، يدعمون محاربي القطب الشمالي الأمريكيين وعائلاتهم. يدعم الجناح ويُمكّن ثلاثة أجنحة كاملة القوة للقوات الجوية، ولواءين للجيش، و55 وحدة مستأجرة أخرى. بالإضافة إلى ذلك، يوفر الجناح الرعاية الطبية لأكثر من 35,000 فرد من أفراد الخدمة المشتركة، وأفراد أسرهم، ومرضى وزارة شؤون المحاربين القدامى، والمتقاعدين في جميع أنحاء ألاسكا. يُدير الجناح 673 بنية تحتية بقيمة 11.4 مليار دولار أمريكي، تغطي مساحة 25,899 هكتار (64,000 أكر). [7]

- القيادة الألاسكية: المسؤول عن تعظيم جاهزية قوة المسرح لـ 21000 عضو في الخدمة في ألاسكا وتسريع نشر قوة الطوارئ في جميع أنحاء العالم من وإلى ألاسكا وفقًا لتوجيهات قائد القيادة الشمالية. [8]

- مقر الفرقة المحمولة جواً الحادية عشرة: تُنفّذ الفرقة الحادية عشرة المحمولة جواً مهام التدريب المستمر والإشراف على الجاهزية لتكوين قوات الجيش في ألاسكا. تدعم برنامج التعاون الأمني المسرحي التابع للقيادة الأمريكية في المحيط الهادئ. بناءً على الطلب، تُنفّذ مهام قيادة المكونات البرية للقوة المشتركة دعماً للدفاع والأمن الداخلي في ألاسكا.

- فريق قتال اللواء الثاني للمشاة (المحمول جواً)، الفرقة الحادية عشرة المحمولة جواً: بناء على الأمر، قامت فرقة 2/11 IBCT(ABN) بإجراءات حاسمة، بما في ذلك الدخول القسري المشترك، باعتبارها قوة استجابة طارئة تابعة للجيش (CRF) متحالفة مع PACOM من أجل تعزيز الأمن والتنمية السلمية في منطقة آسيا والمحيط الهادئ.

- الجناح الثالث (القوات الجوية الأمريكية): لدعم والدفاع عن المصالح الأمريكية في منطقة آسيا والمحيط الهادئ وحول العالم من خلال توفير وحدات جاهزة لإسقاط القوة الجوية في جميع أنحاء العالم وقاعدة قادرة على تلبية متطلبات مسرح العمليات والإنتاج الخاصة بـ PACOM.

- منطقة ألاسكا نوراد: تتولى منطقة ألاسكا NORAD (ANR) مراقبة الفضاء الجوي ضمن منطقة عملياتها وتساهم في مهمة التحذير الجوي التابعة لـ NORAD.

- القوة الجوية الحادية عشرة: توفير المحاربين الجاهزين والبنية الأساسية للدفاع عن الوطن، وإسقاط القوة الحاسمة، والقيادة والسيطرة الجوية والفضائية.

### القوات الرئيسية التي تم تعيينها
- القوات الجوية في المحيط الهادئ (2010 – حتى الآن)

### وحدات التشغيل الأساسية
- جناح القاعدة الجوية 673 (يوليو 2010 - حتى الآن)

### الوحدات الرئيسية المخصصة
- سرب الاستخبارات 381 (2010 حتى الآن)
 (6981st مع تسميات وحدات مختلفة تحت USAFSS)
- الجناح الثالث (2010 – حتى الآن)
- الجناح 176 (2011 - حتى الآن): انتقل الجناح 176 (AK ANG) من قاعدة الحرس الوطني الجوي السابقة في كوليس إلى قاعدة جوبر الجوية (JBER) عام 2011. [9] أُطلق على منشآته الجديدة، وهي منطقة تقع شمال خط الطيران، اسم "معسكر كوليس" بشكل غير رسمي، وإن كان شائعًا. تضم المنطقة مبنىً للمقر الرئيسي، ومنشأة إنقاذ، والعديد من المنشآت الأخرى التي يستخدمها الجناح 176.

## حوادث الطيران البارزة
في 28 يوليو 2010، تحطمت طائرة شحن من طراز بوينج سي-17 غلوبماستر 3، كانت تتدرب على عرض جوي قادم، في منطقة غابات داخل القاعدة، مما أسفر عن مقتل جميع أفراد طاقمها الأربعة؛ ثلاثة من الحرس الوطني الجوي في ألاسكا وواحد من القوات الجوية الأمريكية. أُفيد أن سبب الحادث هو خطأ الطيار. قام الطيار بانعطاف يمين عدواني وتجاهل تحذير توقف الطائرة، واستمر في الانعطاف حتى توقفت بسبب نقص السرعة الجوية. جعل انخفاض ارتفاع المنعطف من المستحيل على الطاقم التعافي من التوقف في الوقت المناسب لتجنب الاصطدام بالأرض. تحطمت طائرة سي-17 على ارتفاع 91 متر (100 يارد) من موقع تحطم طائرة أواكس E-3 عام 1995.
في 16 نوفمبر/تشرين الثاني 2010، أقلعت طائرة لوكهيد مارتن إف-22 رابتور في مهمة تدريبية. وفي حوالي الساعة 7:00 مساءً، أبلغت القاعدة عن تأخر وصول الطائرة واختفاءها. وأفادت التقارير أن فرق الإنقاذ التابعة للقوات الجوية تُركز بحثها عن الطائرة المفقودة وطيارها، الكابتن جيفري هاني، في منتزه دينالي الوطني. وُجد موقع تحطم طائرة إف-22 على بُعد حوالي 160 كيلومتر (99 ميل) شمال أنكوريج بالقرب من بلدة كانتويل، ألاسكا. قُتِل الطيار، وهو جزء من سرب المقاتلات رقم 525 التابع لسلاح الجو الأمريكي، في الحادث.
بعد الحادث، تم تقييد طائرات F-22 بالطيران على ارتفاع أقل من 7,620 متر (25,000 قدم) ثم توقفت عن العمل أثناء التحقيق. نُسب الحادث إلى عطل في نظام هواء التنفيس بعد اكتشاف حالة ارتفاع درجة حرارة المحرك، مما أدى إلى إيقاف تشغيل نظام التحكم البيئي (ECS) وOBOGS. وحكمت لجنة مراجعة الحوادث بأن هاني هو المسؤول، لأنه لم يتفاعل بشكل صحيح لتشغيل نظام الأكسجين في حالات الطوارئ. رفعت أرملة هاني دعوى قضائية ضد شركة لوكهيد مارتن، مدعية وجود عيوب في المعدات، وتوصلت لاحقًا إلى تسوية. بعد صدور الحكم، أُعيد تصميم مقبض تشغيل نظام الأكسجين في حالات الطوارئ؛ وتم استبدال النظام في النهاية بنظام أكسجين احتياطي تلقائي (ABOS). في 11 فبراير 2013، أصدر المفتش العام لوزارة الدفاع تقريرًا يفيد بأن القوات الجوية الأمريكية أخطأت في إلقاء اللوم على هاني، وأن الحقائق لم تدعم الاستنتاجات بشكل كافٍ؛ وذكرت القوات الجوية الأمريكية أنها تتمسك بالحكم.

## الإسناد
تتضمن هذه المقالة مواد متاحة للعامة من وكالة أبحاث القوات الجوية التاريخية